# Pompejusz z Pawii
Pompejusz z Pawii, łac. Pompeius lub Pompeus - drugi biskup Pawii, święty Kościoła katolickiego.
Jak podaje Martyrologium Rzymskie 14 grudnia w IV wieku zasnął w Pawii, święty biskup Pompejusz, następca pierwszego biskupa  św. Syrusa (zm. w I lub IV wieku).
Według innych źródeł Pompejusz zmarł pod koniec III wieku i być może zginął śmiercią męczeńską podczas prześladowań Kościoła przez namiestników rzymskich, chociaż oficjalnie na liście takowych nie figuruje i pochowany został obok św. Syrusa w pierwszym kościele miasta pod wezwaniem świętych Gerwazego i Protazego.
Jego następcą został św. Iwencjusz (zm. w I lub IV wieku).
Wspomnienie liturgiczne w Kościele katolickim, obchodzone głównie w XIII i XIV wieku,  przypada na 14 grudnia.